# Jangle pop
Genres associés
Rock indépendant, power pop
La jangle pop est un genre musical dérivé du rock alternatif, ayant émergé au début et au milieu des années 1980, influencé par des groupes comme The Byrds. La jangle pop au milieu des années 1980, incarnée par des groupes comme The Smiths, est un genre restreint. Entre 1983 et 1987, le terme de « jangle pop » est utilisé aux États-Unis pour décrire des groupes comme R.E.M., Let's Active et Tom Petty, et certaines formations « Paisley Underground », incorporant des éléments psychédéliques. Au Royaume-Uni, le terme est parfois attribué à la nouvelle vague de groupes ayant émergé dans le sillon de la compilation C86 du NME tels que Primal Scream et The Sea Urchins.

## Histoire

### Origines
En 1964, l'usage du son jangly par les Beatles dans les chansons A Hard Day's Night, What You're Doing, Ticket to Ride, ainsi que leur reprise de la chanson Words of Love de Buddy Holly, encouragent certains artistes à acheter une guitare à douze cordes Rickenbacker. The Byrds s'inspirent ainsi des Beatles après les avoir vus jouer dans le film Quatre Garçons dans le vent. D'autres groupes comme The Who (des premières années « mod »), The Beach Boys, The Hollies, The Searchers et Paul Revere and the Raiders continuent à utiliser des Rickenbacker à douze cordes. The Byrds inventeurs du folk rock, font usage de la guitare à douze cordes de Roger McGuinn dans la plupart de leurs premiers enregistrements.
L'origine étymologique du terme « jangle » est incertaine. Le terme peut être dérivé de la phrase « In the jingle jangle morning, I'll come following you » utilisée dans la reprise par les Byrds de la chanson Mr. Tambourine Man de Bob Dylan ; ou il peut être une onomatopée de la guitare à douze cordes Rickenbacker. La jangle pop est liée au genre power pop qui est lancé dans les années 1960, avec des groupes comme Raspberries et Big Star, rendant parfois peu claires les limites entre les deux styles. 

### Années 1980
La « jangle pop » émerge dans le mouvement post-punk. En 1979, le groupe Pylon, originaire d'Athens, débute avec un « son jangle pop angulaire et propulsif » qui inspirera d'autres groupes de la scène musicale d'Athens dont R.E.M. Pendant cette période à New York, la « jangle pop » peut raisonnablement être utilisé pour décrire des artistes folk-rock comme Willie Nile, The Smithereens, et le quatuor populaire mais indépendant The Floor Models, les groupes originaires de Greenwich Village comme The Bitter End, Folk City et Kenny's Castaways, et la plupart de groupes folk-rock originaires de la côte est des années 1960. The Smithereens et Floor Models en particulier font usage de nombreux modèles de guitares électriques à douze cordes Rickenbacker, et plus rarement celle de Hagström. 
Le son de la jangle pop est « essentiellement au format pop. » AllMusic explique qu'il s'agit d'une musique restreinte aux paroles « délibérément cryptées » et production DIY « agressive et d'amateur. » Entre 1983 et 1987, des « groupes pop sudiste comme R.E.M. et Let's Active » et un sous-genre appelé « Paisley Underground » incorpore des éléments psychédéliques. Un article du magazine Blogcritics explique que derrière R.E.M., le « ...seul autre groupe de jangle-pop à jouir de la popularité en Amérique est The Bangles, de Los Angeles. Mieux connus pour leur hit Manic Monday, leur premier album et leur EP se composent de chansons aux efforts véritablement jangle-pop dans la veine des Byrds/Big Star, saupoudrées d'une dose de psychédélique à leur début. »
Le college rock s'inspire du jangle pop au début des années 1980, comme le démontrent les premiers albums de R.E.M., 10,000 Maniacs, Let's Active, The dB's, The Feelies, Guadalcanal Diary, Game Theory, The Connells, Marshall Crenshaw et les Beat Farmers. À Austin (Texas), le terme de New Sincerity (en) est utilisé pour des groupes menés par The Reivers, Wild Seeds et True Believers.
Au Royaume-Uni, The Smiths, Felt, The Soft Boys et Aztec Camera peuvent être considérés comme jangle pop. Le groupe australien The Church peut également être considéré comme un groupe du genre, de même que certaines formations néozélandaises généralement associées au Dunedin Sound.

### Années 2000
Le musicien canadien Mac DeMarco est notamment associé à la jangle pop par son jeu de guitare atypique, celle-ci ayant été achetée d'occasion.